# Córrego do Caçador
Córrego do Caçador é um bairro do município brasileiro de Timóteo, no interior do estado de Minas Gerais. Localiza-se no distrito-sede, estando situado na Regional Sudeste. Segundo o censo demográfico de 2022, realizado pelo Instituto Brasileiro de Geografia e Estatística (IBGE), sua população era de 1 474 habitantes e havia 510 domicílios particulares permanentes ocupados.
De acordo com o IBGE, em 2010 a população era de 1 419 habitantes e havia 419 domicílios particulares.

## História e descrição
O bairro surgiu na década de 1970, através de ocupações espontâneas. Entretanto, existem dezenas de casas construídas como resultado de programas de moradia popular, como os que foram concluídos em 2015 e 2018. Essas obras foram marcadas por atrasos e paralisações.
Possui baixa densidade demográfica em comparação com a cidade e apresenta uma dominância de habitações de classe média baixa. Parte do Córrego do Caçador se insere em áreas de risco geológico e algumas de suas vias ainda não foram pavimentadas. O bairro é cortado pelo manancial que dá nome à localidade, o córrego do Caçador, afluente do ribeirão Timotinho. Dentre os principais pontos de referência, há o Centro de Convivência Virginie Petit, destinado à comunidade como área de lazer.